# Cyllopoda eurychoma
Cyllopoda eurychoma är en fjärilsart som beskrevs av Louis Beethoven Prout 1938. Cyllopoda eurychoma ingår i släktet Cyllopoda och familjen mätare. Inga underarter finns listade i Catalogue of Life.